# Altingia
Altingia es un género con 11 especies aceptadas, de las 16 descritas, de fanerógamas perteneciente a la familia Altingiaceae, anteriormente incluida en la familia Hamamelidaceae como simple subfamilia.
- Nota: Algunos autores sugieren la inclusión de Altingia dentro del género Liquidambar, pero otras evidencias manifiestan su separación.[1][2][3] El hecho que Altingia y Liquidambar hibridan naturalmente apoya la primera hipótesis.[4]

## Descripción
Son árboles perennes monoicos que alcanzan 10–50 m de altura. Las hojas, pecioladas y estipuladas, son simples, miden 4–15 cm de longitud y 2–7 cm de ancho, tienen márgenes serrados, ocasionalmente enteros, y están dispuestas en espiral. Las inflorescencias masculinas son globoso/cilíndricas, pedunculadas y 
agrupadas en racimos terminales o subterminales. Las inflorescencias femeninas se organizan en capítulos subterminales o por debajo de la inflorescencia masculina. Tienen un largo pedunculado y son compuestas de 5 a 30 flores. Las flores masculinas como femeninas carecen de sépalos y de pétalos. Las masculinas tienen 1-4 brácteas basales y de 4 hasta muchos estambres, con filamentos muy cortos o ausentes. Las flores femeninas, por su parte, tienen o no estaminodios. El ovario es semi-inferior con 30-50 óvulos por lóculo y estilos divergentes, a menudo fuertemente recurvados hacia el exterior y con estigmas papilosos. Las infrutescencias son globosas, de base truncada, con cápsulas leñosas de dehiscencia bi-loculicida y con estilos no persistentes. Numerosas semillas, las superiores estériles sin alas; las inferiores, unas pocas, son fértiles, aplanadas, estrechamente aladas a lo largo del borde o sólo en el ápice.

## Distribución
El género es nativo del sudeste de Asia, en Bután, Camboya, sur de China, India, Indonesia, Laos, Malasia, Birmania, Tailandia, y Vietnam.

## Taxonomía
El género fue descrito por  Francisco Noronha, y publicado en Verhandelingen van het Bataviasch Genootschap der Kunsten en Weetenschappen, 5(2), 1790 La especie tipo es: Altingia excelsa Noronha

## Especies aceptadas
- Altingia cambodiana Lecomte
- Altingia chinensis (Champ.) Oliv. ex Hance
- Altingia excelsa Noronha
- Altingia gracilipes Hemsl. - Endémica de China
- Altingia indochinensis H.T.Chang
- Altingia multinervis C.Y.Cheng - Endémica de China
- Altingia obovata Merr. & Chun - Endémica de China
- Altingia poilanei Tardieu
- Altingia siamensis Craib
- Altingia tenuifolia Chun ex H.T.Chang - Endémica de China
- Altingia yunnanensis Rehder & E.H.Wilson - Endémica de China[7][5]